# Epepeotes desertus
Epepeotes desertus es una especie de escarabajo longicornio del género Epepeotes, subfamilia Lamiinae. Fue descrita científicamente por Linné en 1758.
Se distribuye por Indonesia. Mide 18-36 milímetros de longitud.